# Liste von Inseln der Britischen Überseegebiete

## Britische Überseeinseln in der Karibik

### Anguilla
- Anguilla (Hauptinsel)
- Anguillita
- Dog Island
- Prickly Pear Cays
- Scrub Island
- Seal Island
- Sombrero

### Britische Jungferninseln
- Anegada
- Great Camanoe
- Jost Van Dyke
- Norman Island
- Scrub Island
- Tortola
- Virgin Gorda
- insgesamt ca. 60 Inseln

### Kaimaninseln
- Cayman Brac
- Grand Cayman
- Little Cayman

### Montserrat
- Montserrat (Hauptinsel)
- Little Redonda
- Virgin

### Turks- und Caicosinseln
- Turks-Inseln:
  - Grand Turk Island
  - Salt Cay
  - Cotton Cay
- Caicos-Inseln:
  - Ambergris Cays:
    - Big Ambergris Cay
    - Little Ambergris Cay

  - Dellis Cay
  - East Caicos
  - Fort George Cay
  - Long Cay
  - Middle Caicos
  - North Caicos
  - Parrot Cay
  - Pine Cay
  - Providenciales
  - Stubbs Cay
  - South Caicos
  - Water Cay
  - West Caicos

## Britische Überseeinseln im Atlantik

### Bermuda
- siehe Liste der Inseln von Bermuda

### Britisches Antarktis-Territorium
- Südliche Orkneyinseln
  - Coronation Island
  - Inaccessible Islands
  - Laurie Island
  - Powell Island
  - Signy Island
- Südliche Shetlandinseln
  - Bridgeman Island
  - Cornwallis Island
  - Deception Island
  - Elephant Island
  - Gibbs Island
  - Greenwich Island
  - Half Moon Island
  - King George Island
  - Livingston Island
  - Nelson Island
  - Penguin Island
  - Robert Island
  - Rowett Island
  - Smith Island
  - Snow Island

Anmerkung: Wird international nicht anerkannt. Nach Antarktisvertrag ist es allen Staaten untersagt, Gebietsansprüche auf die Antarktis zu erheben oder sonst wie geltend zu machen.

### Falklandinseln
- siehe Liste der Falklandinseln

### St. Helena, Ascension und Tristan da Cunha
- St. Helena (Hauptinsel)
- Ascension
- Tristan da Cunha
  - Tristan da Cunha
  - Inaccessible Island
  - Nightingale Island
  - Middle Island
  - Stoltenhoff Island
  - Gough Island

### Südgeorgien und die Südlichen Sandwichinseln
- Südgeorgien
  - Südgeorgien
  - Annenkov Island
  - Bird Island
  - Cooper Island
  - Grass Island
  - Kuprijanow-Inseln
  - Pickersgill-Inseln
  - Welcome Islands
  - Willis-Inseln
  - Clerke Rocks
  - Shag Rocks

- Südliche Sandwichinseln
  - Bristol Island
  - Candlemasinseln
    - Candlemas Island
    - Vindication Island

  - Montagu Island
  - Saunders Island
  - Südliche Thuleinseln
    - Bellingshausen Island
    - Cook Island
    - Morrell-Insel (Thule Island)

  - Traversayinseln
    - Leskov Island
    - Visokoi Island
    - Zavodovski Island

## Britische Überseeinseln im Indischen Ozean

### Britisches Territorium im Indischen Ozean
- Chagos-Archipel
  - Blenheim Reef
  - Diego Garcia
  - Egmont Islands
  - Great Chagos Bank
    - Nelsons Island
    - Three Brothers
    - Eagle Islands
    - Danger Island

  - Peros Banhos
  - Salomon-Atoll
  - Speakers Bank
  - insgesamt ca. 60 Inseln

## Britische Überseeinseln im Pazifik

### Pitcairninseln
- Pitcairn
  - Young Rock
- Ducie
  - Acadia
  - Edwards
  - Pandora
  - Westward
- Henderson
- Oeno
  - Oeno Island
  - Sandy Island